# Ronchois
Ronchois – miejscowość i gmina we Francji, w regionie Normandia, w departamencie Sekwana Nadmorska.
Według danych na rok 1990 gminę zamieszkiwało 175 osób, a gęstość zaludnienia wynosiła 20 osób/km² (wśród 1421 gmin Górnej Normandii Ronchois plasuje się na 726. miejscu pod względem liczby ludności, natomiast pod względem powierzchni na miejscu 418.).